# گردشگران ایرانی

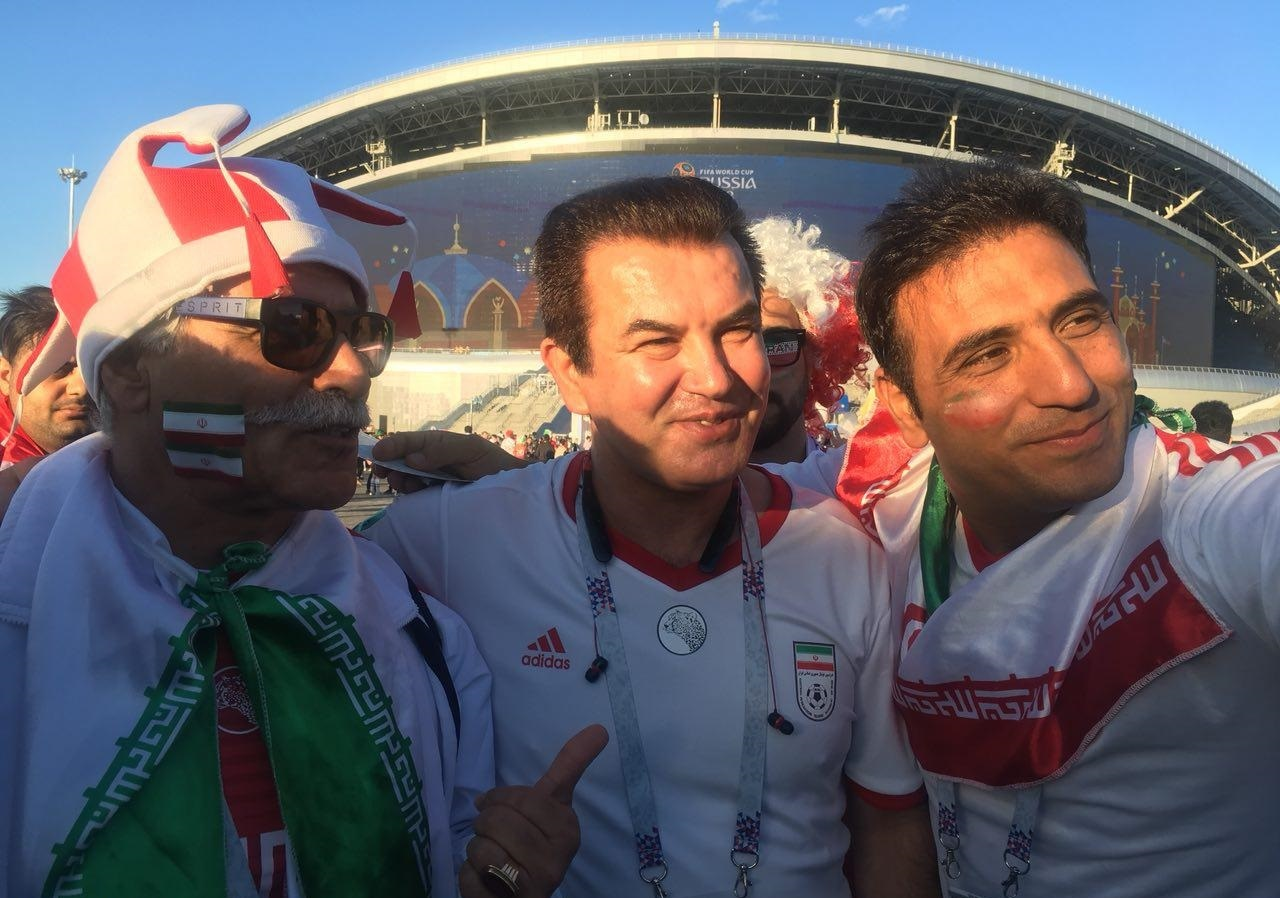
هواداران تیم ملی فوتبال در جام جهانی ۲۰۱۸ روسیه

گردشگران ایرانی، مردمانی اهل کشور ایران هستند که گردشگری می‌کنند.

## مقاصد و علایق گردشگران ایرانی
ایرانی‌ها پس از آلمانی‌ها و گرجی‌ها، سومین کشور «گردشگر فرست» به آسیای صغیر شمرده می‌شوند. پس از ترکیه، کشورهای حاشیه خلیج فارس قرار دارند که به دلیل نزدیکی و ارزان بودن مسافرت، مورد توجه گردشگران ایرانی قرار می‌گیرند. این کشورهای کم وسعت توانسته‌اند به حدی در صنعت گردشگری موفق شوند که رقم حضور ایرانیان در این کشورها، سالانه بیش از ۷۰۰ هزار نفر، برآورد می‌شود.
کشورهای زائرپذیری مانند عراق و سوریه نیز در این فهرست قرار می‌گیرند که به دلیل تبادل‌های تاریخی و مذهبی، مشتریان گردشگری مذهبی خود را دارند.
در ردیف‌های بعدی کشورهایی مانند جمهوری آذربایجان و گرجستان قرار می‌گیرند. گرجستان از این دست مقاصد است، که برنامهٔ ویژه‌ای، برای جذب گردشگران ایرانی تدارک دیده‌است. کشور گرجستان در همسایگی ارمنستان و ترکیه است. کشورهای آسیای جنوب شرقی مانند تایلند نیز از جمله این مقاصدند. مقاصد گردشگری دیگری نیز در لیست کشورهای خارجی مورد توجه ایرانیان قرار گرفته‌اند؛ از جمله این مقاصد، کشوری کوچک است، که با نام جزایر سوازیلند شناخته می‌شود. شاید این کشور را در نقشه جهان نتوان به سادگی یافت، چون از جزایر کوچکی در سواحل قاره آفریقا تشکیل شده‌است.
برزیل نیز در آمریکای جنوبی، مقصد گردشگری دیگری برای ایرانی‌ها شمرده می‌شود؛ آن‌چنان‌که سفیر این کشور در تهران اعلام کرده‌است، میزان گردشگرانِ ورودی از ایران به سرزمین فوتبال و قهوه، بیشترشده‌است؛ این در حالی‌ست که، تعداد گردشگران برزیلی در ایران، نزدیک به صفر است.
در ۱۳۹۳ توسط برخی منابع اعلام شد، طبق آمارهای رسمی، تمایل گردشگران ایرانی برای سفر به دوبی درحالی طی سال‌های اخیر کاهش یافته است که علاوه‌بر افزایش قیمت ارز، بحث تأمین امنیت گردشگران ایرانی در این شیخ‌نشین نیز در این امر تأثیرگذار بوده است. این ناامنی با واقعهٔ تجاوز به بانوان ایرانی شکل حادی به خود گرفت. ۳ مرد اماراتی برای زنان توریست دوبی دام پهن می‌کردند. این مردان مرموز با نشان دادن کارت پلیس، طعمه‌های خود را به داخل خودرو می‌کشاندند تا نقشه سیاهشان را اجرایی کنند. وقتی ۲ دختر ایرانی عازم سفر تفریحی دوبی شدند هرگز تصور نمی‌کردند ۵ ساعت در داخل یک خودرو در ساحل جمیرا مورد آزار و اذیت قرار بگیرند.